# Gerusa Ferreira
 Gerusa de Jesus da Costa Ferreira  (Rio de Janeiro, 14 de novembro  de 1969) é uma ex-voleibolista  indoor e também de  vôlei de praia , conquistou a medalha de prata na etapa de Campos do Circuito Sul-Americano de Vôlei de Praia de 2003.Foi eleita a melhor levantadora do Circuito Brasileiro Banco do Brasil de 2003

## Carreira
Iniciou sua carreira no voleibol indoor, chegou a ser atleta da A.A.Supergasbras e atuou em alguns clubes do voleibol português na década de 90.Sua estreia no Circuito Mundial de Vôlei de praia ocorreu na temporada 1993-94, quando atuando ao lado de Cláudia Lupion  "Claudinha", alcançou a nona posição no Aberto de Santos.
No Circuito Brasileiro Banco do Brasil de 1994, jogando ao lado de Shelda Bedê conquistou os títulos das etapas de João Pessoa, de Natal e São Luís, já na etapa de de Vitória formou dupla com Cristina Mignone.
Com a jogadora Edilma “Cubana” disputou a temporada 1995-96 do Circuito Mundial, quando finalizaram na vigésima sétima colocação no Aberto de Santos.No Circuito Mundial de 1996 formou dupla com Isabel Salgado, alcançando a décima sétima posição nas Séries Mundiais de Hermosa e Recife, a nona colocação na Série Mundial de Salvador e no Grand Slam de Carolina (Porto Rico), o sétimo lugar nas Séries Mundiais de Maceió e Osaka e tendo o quinto lugar na eta´pa Challenger de Vasto, Itália, como melhor resultado da temporada.Com Isabel disputou a etapa de Recife pelo Circuito Banco do Brasil de 1996 e encerraram na quarta posição geral do referido circuito.
Na temporada de 1997 iniciou o Circuito Mundial ao lado de Roseli Timm, e alcançaram a nona posição no Aberto do Rio de Janeiro, na sequência  competiu com Ida Álvares e encerraram na décima sétima colocação no Aberto de Melbourne e por último competiu com Rejane Cannes e conquistaram a quinta colocação no Aberto de Salvador.
Ao lado de Rejane Cannes  conquistou o quarto lugar geral no Circuito Brasileiro Banco do Brasil de 1997.Ao lado de Magda Lima disputou a etapa de Maceió pelo Circuito Banco do Brasil de 1998.
Já pelo Circuito Mundial de 1998 competiu novamente com Rejane Cannes no Aberto do Rio de Janeiro , encerrando na nona colocação; e neste circuito disputou o Aberto de Salvador ao lado de Magda Lima e finalizaram na décima sétima posição.
No período esportivo de 1999 formou dupla com Mônica Rodrigues para disputar o Aberto de Acapulco, etapa válida pelo Circuito Mundial correspondente, e finalizaram na décima sétima posição, no mesmo circuito competiu novamente com Rejane Cannes e finalizaram na quadragésima primeira colocação no Aberto de Salvador.
Formando parceria com Rejane Cannes disputou o bronze na décima etapa do Circuito Banco do Brasil de 1999, realizada em Porto Alegre.Ainda em 1999 disputou o Torneio Rei e Rainha da Praia, na ocasião finalizou no segundo lugar.No Circuito Mundial de 2000 disputou o Aberto de Fortaleza ao lado de Alexandra Fonseca e juntas finalizaram na nona posição.
Com Alexandra alcançou o título da etapa de Belém válida pelo I Challenger do Circuito Banco do Brasil, mesmo posto obtido em Luís Correia e o vice-campeonato do , este realizado em São Luís, neste mesmo circuito também em 2000.
Pelo Circuito Mundial de 2001 disputou ao lado de Mônica Paludo o Aberto de Fortaleza e encerraram na nona colocação também disputaram vaga (qualifying ) para o Grand Slam de Salvador.
No cenário nacional disputou o Rainha da Praia de 2001 .Representou Pernambuco ao lado de Karla, Maria, e Cláudia Oliveira na etapa de Recife da Copa Samsung Volley Four de 2001 ocasião que finalizaram na quarta posição.
Na jornada esportiva de 2001, permaneceu ao lado de Mônica Paludo e foram campeãs da etapa de Bertioga do I Circuito de Vôlei de Praia Tess / ondefor.com.No Circuito Brasileiro de 2001, ainda com a parceria com Mônica Paludo,  disputou a etapa de Uberlândia, ficou com o vice-campeonato na primeira etapa da competição, ocorrida em Curitiba, também foram terceiras colocadas na etapa de João Pessoa e na etapa de São José dos Campos.
Ainda pelo Circuito Banco do Brasil  de 2001, obteve ao lado de Mônica Paludo o título da nona etapa, disputada em São José do Rio Preto, São Paulo, na décima primeira  etapa, ocorrida em Fortaleza, alcançaram o vice-campeonato.Ao lado de Mônica Paludo conquistou a quarta colocação geral do Circuito Brasileiro de Vôlei de Praia correspondente à temporada de 2001, também finalizou na quarta posição no ranking individual.
Disputou em 2002 o Aberto de Vitória pelo Circuito Mundial ao lado de Vanessa Lage, e finalizaram na quinquagésima sétima posição.E disputou a Rainha da Praia de 2002.No Circuito Banco do Brasil de 2002, disputou a etapa de Porto Alegre ao lado de Maria Clara Salgado, também foi treinada por Isabel Salgado e foram vice-campeãs da etapa de Florianópolis.Competindo ao lado de Vanessa Lage foram vice-campeãs da etapa de Fortaleza e o quarto lugar em Goiânia, e terminou a temporada nacional como a terceira melhor no ranking.
No ano de 2003 jogou ao lado de Vanilda “Val” Leão  e conquistou os títulos das etapas que juntas disputaram pelo Circuito Sul-Americano de Vôlei de Praia e vice-campeãs da etapa de Campos do Circuito Sul-Americano de 2003.
No período de 2003, ainda jogando com a Val Leão, obteve a medalha de bronze  na etapa de Londrina do Circuito Banco do Brasil,  mesmo posto obtido na  etapa de Aracaju do Circuito Banco do Brasil Challenger; e pelo Circuito Banco do Brasil do mesmo ano competiram nas etapas de Fortaleza, de Cuiabá, também de João Pessoa, disputaram o bronze na etapa do Rio de Janeiro e encerraram na quarta posição.
Em 2004 disputou o Aberto do Rio de Janeiro ao lado de Val Leão, mas não obtiveram posto na classificação geral.E com est a parceria competiu na etapa de Brasília do Circuito Banco do Brasil chegando nas quartas de final, foram semifinalistas na etapa de Rondonópolis  e finalizaram na terceira posição , também foram semifinalistas na etapa de Ribeirão Preto finalizando na quarta posição, além de disputar a etapa de Goiânia
Com Val Leão foi vice-campeã da etapa de Teresina pelo Circuito Banco do Brasil Challenger de 2004  e vice-campeã neste mesmo circuito na etapa de Natal.Juntas conquistou o vice-campeonato na primeira edição do torneio internacional  Desafio das Rainhas de 2004, disputado nas areias de Ipanema, Rio de Janeiro.

## Títulos e resultados
- Etapa do Brasil do Circuito Sul-Americano de Vôlei de Praia:2003[42]
- Desafio das Rainhas:2004[59]
- Circuito Brasileiro Banco do Brasil:1996[11],1997[12],2001[35]
- Etapa de São José do Rio Preto do Circuito Brasileiro Banco do Brasil:2001[32]
- Etapa de São Luís do Circuito Brasileiro Banco do Brasil:1994[7]
- Etapa de Natal do Circuito Brasileiro Banco do Brasil:1994[6]
- Etapa de João Pessoa do Circuito Brasileiro Banco do Brasil:1994[5]
- Etapa de Florianópolis do Circuito Brasileiro Banco do Brasil:2002[37]
- Etapa de Fortaleza do Circuito Brasileiro Banco do Brasil:2001[34], 2002[38]
- Etapa de Curitiba do Circuito Brasileiro Banco do Brasil:2001[27]
- Etapa de Rondonópolis do Circuito Brasileiro Banco do Brasil:2004[54]
- Etapa de Londrina do Circuito Brasileiro Banco do Brasil:2003[43]
- Etapa de São José dos Campos do Circuito Brasileiro Banco do Brasil:2001[31]
- Etapa de João Pessoa do Circuito Brasileiro Banco do Brasil:2001[29]
- Etapa de Ribeirão Preto do Circuito Brasileiro Banco do Brasil:2004[57]
- Etapa de Rio de Janeiro do Circuito Brasileiro Banco do Brasil:2003[51]
- Etapa de Goiânia do Circuito Brasileiro Banco do Brasil:2002[39]
- Etapa de Belém do Circuito Brasileiro Banco do Brasil Challenger:2000[18]
- Etapa de Luís Correia do Circuito Brasileiro Banco do Brasil Challenger:2000[18]
- Etapa de Natal do Circuito Brasileiro Banco do Brasil Challenger: 2004
- Etapa de Teresina do Circuito Brasileiro Banco do Brasil Challenger:2004
- Etapa de São Luís do Circuito Brasileiro Banco do Brasil Challenger:2000[17]
- Etapa de Aracaju do Circuito Brasileiro Banco do Brasil Challenger:2004[45]
- Circuito de Vôlei de Praia Tess /Ondefor.com:2001[25]
- Etapa de Recife da Copa Samsungl:2001[24]

## Premiações individuais
- Melhor Levantadora do Circuito Brasileiro Banco do Brasil de 2003[3]
- 2º lugar do Torneio Rainha da Praia de 1999[2]